# Crepidomanes griffithii
Crepidomanes griffithii là một loài dương xỉ trong họ Hymenophyllaceae. Loài này được R.D.Dixit & B.Ghosh mô tả khoa học đầu tiên năm 1984.
Danh pháp khoa học của loài này chưa được làm sáng tỏ. 